# Список президентів Венесуели
Президент Венесуели — голова держави Венесуела.

## Список президентів
| Легенда: | Консервативна партія | Ліберальна партія | Партія незалежності | Військова диктатура | Демократична дія | Комітет Незалежної виборчої політичної організації | Рух V Республіки/Єдина соціалістична партія | Конвергенція |

| №    | Портрет                                                  | Президент                                           | Період правління                                       | Порядок обрання                                                                     | Професія                                      |
| ---- | -------------------------------------------------------- | --------------------------------------------------- | ------------------------------------------------------ | ----------------------------------------------------------------------------------- | --------------------------------------------- |
| 1    |                                                          | Крістобаль Мендоса, Хуан Ескалона, Бальтазар Падрон | 5 березня 1811 — 21 березня 1812                       | Виконавчий Триумвірат — обрано першим Конгресом                                     | Адвокат / військовик / фінансист (відповідно) |
| 2    |                                                          | Симон Болівар                                       | 6 серпня 1813 — 7 липня 1814                           | Непрямі вибори — призначений цивільним та військовим начальником Західної Венесуели | Військовик (генерал)                          |
| 2    | 6 травня 1816 — 17 лютого 1819                           | Симон Болівар                                       | Непрямі вибори — Верховний глава республіки та армії   |                                                                                     | Військовик (генерал)                          |
| 2    | 17 лютого 1819 — 17 грудня 1819                          | Симон Болівар                                       | Непрямі вибори — Президент Венесуели                   |                                                                                     | Військовик (генерал)                          |
| 2    | 17 грудня 1819 — 25 листопада 1829                       | Симон Болівар                                       | Непрямі вибори — як президент Великої Колумбії         |                                                                                     | Військовик (генерал)                          |
| 3    |                                                          | Хосе Антоніо Паес                                   | 25 листопада 1829 — 6 травня 1830                      | Тимчасовий президент, призначений Асамблеєю в Сан-Франциско                         | Військовик (генерал)                          |
| 3    | 6 травня 1830 — 24 березня 1831                          | Хосе Антоніо Паес                                   | Тимчасовий президент, призначений Конгресом у Валенсії |                                                                                     | Військовик (генерал)                          |
| 3    | 24 березня 1831 — 20 січня 1835                          | Хосе Антоніо Паес                                   | Непрямі вибори                                         |                                                                                     | Військовик (генерал)                          |
| в.о. |                                                          | Андрес Нарварте                                     | 20 січня 1835 — 9 лютого 1835                          | Тимчасовий президент                                                                | Адвокат / Політик                             |
| 4    |                                                          | Хосе Марія Варгас                                   | 9 лютого 1835 — 9 липня 1835                           | Непрямі вибори                                                                      | Медик                                         |
| в.о. |                                                          | Хосе Марія Карреньйо                                | 27 липня 1835 — 20 серпня 1835                         | Тимчасовий Президент                                                                | Військовик (генерал)                          |
| 5    |                                                          | Хосе Марія Варгас                                   | 20 серпня 1835 — 24 квітня 1836                        | Реституція                                                                          | Медик                                         |
| 6    |                                                          | Андрес Нарварте                                     | 24 квітня 1836 — 20 січня 1837                         | Тимчасовий президент                                                                | Адвокат / політик                             |
| 7    |                                                          | Хосе Марія Карреньйо                                | 20 січня 1837 — 11 березня 1837                        | Тимчасовий президент                                                                | Військовик (генерал)                          |
| 8    |                                                          | Карлос Сублетте                                     | 11 березня 1837 — 1 лютого 1839                        | Тимчасовий президент                                                                | Військовик (генерал)                          |
| 9    |                                                          | Хосе Антоніо Паес                                   | 1 лютого 1839 — 20 січня 1843                          | Непрямі вибори                                                                      | Військовик (генерал)                          |
| 10   |                                                          | Карлос Сублетте                                     | 28 січня 1843 — 20 січня 1847                          | Непрямі вибори                                                                      | Військовик (генерал)                          |
| 11   |                                                          | Хосе Тадео Монагас                                  | 1 березня 1847 — 20 січня 1851                         | Непрямі вибори                                                                      | Військовик (генерал)                          |
| 12   |                                                          | Хосе Грегоріо Монагас                               | 5 лютого 1851 — 20 січня 1855                          | Непрямі вибори                                                                      | Військовик (генерал)                          |
| 13   |                                                          | Хосе Тадео Монагас                                  | 31 січня 1855 — 15 березня 1858                        | Непрямі вибори                                                                      | Військовик (генерал)                          |
| 14   |                                                          | Педро Гуаль                                         | 15 березня 1858 — 18 березня 1858                      | Тимчасовий президент                                                                | Адвокат                                       |
| 15   |                                                          | Хуліан Кастро                                       | 18 березня 1858 — 2 серпня 1859                        | Державний переворот                                                                 | Військовик (генерал)                          |
| 16   |                                                          | Педро Гуаль                                         | 2 серпня 1859 — 29 вересня 1859                        | Тимчасовий президент                                                                | Адвокат                                       |
| 17   |                                                          | Мануель Феліпе Товар                                | 29 вересня 1859 — 20 травня 1861                       | Державний переворот; Президентські вибори 1860 року (другий період)                 | Політик                                       |
| 18   |                                                          | Педро Гуаль                                         | 20 травня 1861 — 29 серпня 1861                        | Тимчасовий президент                                                                | Адвокат                                       |
| 19   |                                                          | Хосе Антоніо Паес                                   | 29 серпня 1861 — 15 червня 1863                        | Диктатура                                                                           | Військовик (генерал)                          |
| 20   |                                                          | Хуан Крісостомо Фалькон                             | 15 червня 1863 — 18 березня 1865                       | Перемога у федеральній війні (перший період)                                        | Військовик (генерал)                          |
| 20   |                                                          | Хуан Крісостомо Фалькон                             | 18 березня 1865 — 25 квітня 1868                       | Непрямі вибори (другий період)                                                      | Військовик (генерал)                          |
| 21   |                                                          | Мануель Ізеккіль Брусуал                            | 25 квітня 1868 — 28 червня 1868                        | Тимчасовий президент                                                                | Військовик                                    |
| 22   |                                                          | Гільєрмо Тель Вільєгас                              | 28 червня 1868 — 20 лютого 1869                        | Тимчасовий президент                                                                | Адвокат / військовик                          |
| 23   |                                                          | Хосе Руперто Монагас                                | 20 лютого 1869 — 16 квітня 1870                        | Блакитна революція                                                                  | Військовик (генерал)                          |
| 24   |                                                          | Гільєрмо Тель Вільєгас                              | 16 квітня 1870 — 27 квітня 1870                        | Тимчасовий президент                                                                | Адвокат / військовик                          |
| 25   |                                                          | Антоніо Гусман Бланко                               | 27 квітня 1870 — 20 лютого 1873                        | Квітнева революція (перший період)                                                  | Адвокат / військовик (генерал)                |
| 25   |                                                          | Антоніо Гусман Бланко                               | 20 лютого 1873 — 27 лютого 1877                        | Непрямі вибори (другий період)                                                      | Адвокат / військовик (генерал)                |
| 26   |                                                          | Франсіско Лінарес Алькантара                        | 27 лютого 1877 — 30 листопада 1878                     | Непрямі вибори                                                                      | Військовик (генерал)                          |
| 27   |                                                          | Хосе Грегоріо Валера                                | 30 листопада 1878 — 26 лютого 1879                     | Тимчасовий президент                                                                | Військовик (генерал)                          |
| 28   |                                                          | Антоніо Гусман Бланко                               | 26 лютого 1879 — 12 травня 1880                        | Вибори Федеральної держави                                                          | Адвокат / військовик (генерал)                |
| 28   |                                                          | Антоніо Гусман Бланко                               | 12 травня 1880—1882                                    | Вибори Федеральної держави                                                          | Адвокат / військовик (генерал)                |
| 28   |                                                          | Антоніо Гусман Бланко                               | 1882 — 26 квітня 1884                                  | Вибори Федеральної держави                                                          | Адвокат / військовик (генерал)                |
| 29   |                                                          | Хоакін Креспо                                       | 26 квітня 1884 — 15 вересня 1886                       | Вибори Федеральної держави                                                          | Адвокат / військовик (генерал)                |
| 30   |                                                          | Антоніо Гусман Бланко                               | 15 вересня 1886 — 8 серпня 1887                        | Вибори Федеральної держави                                                          | Адвокат / військовик (генерал)                |
| 31   |                                                          | Ермоньєс Лопес                                      | 8 серпня 1887 — 2 липня 1888                           | Тимчасовий президент                                                                | Військовик (генерал)                          |
| 32   |                                                          | Хуан Пабло Рохас Пауль                              | 2 липня 1888 — 19 березня 1890                         | Вибори Федеральної держави                                                          | Адвокат                                       |
| 33   |                                                          | Раймундо Андуеса Паласіо                            | 19 березня 1890 — 17 червня 1892                       | Вибори Федеральної держави                                                          | Адвокат                                       |
| 34   |                                                          | Гільєрмо Тель Вільєгас                              | 17 червня 1892 — 31 серпня 1892                        | Тимчасовий президент                                                                | Адвокат / військовик                          |
| в.о. |                                                          | Гільєрмо Тель Вільєгас Пулідо                       | 31 серпня 1892 — 7 жовтня 1892                         | Тимчасовий президент                                                                | Адвокат                                       |
| 35   |                                                          | Хоакін Креспо                                       | 7 жовтня 1892 — 14 березня 1894                        | Легалістська революція                                                              | Військовик (генерал)                          |
| 35   |                                                          | Хоакін Креспо                                       | 14 березня 1894 — 28 лютого 1898                       | Президентські вибори 1894 року                                                      | Військовик (генерал)                          |
| 36   |                                                          | Ігнасіо Андраде                                     | 28 лютого 1898 — 20 жовтня 1899                        | Президентські вибори 1897 року                                                      | Політик                                       |
| 37   |                                                          | Чипріано Кастро                                     | 20 жовтня 1899 — 19 грудня 1908                        | Громадянська війна у Венесуелі (1899—1902)                                          | Військовик (генерал)                          |
| 38   |                                                          | Хуан Вісенте Гомес                                  | 19 грудня 1908 — 5 серпня 1913                         | Військовий переворот 1908 року                                                      | Військовик (генерал)                          |
| в.о. |                                                          | Хосе Гіл Фортуль                                    | 5 серпня 1913 — 19 квітня 1914                         | Тимчасовий президент                                                                | Адвокат                                       |
| 39   |                                                          | Вітторіно Маркес Бустільйос                         | 19 квітня 1914—1922                                    | Тимчасовий президент                                                                | Адвокат                                       |
| 40   |                                                          | Хуан Вісенте Гомес                                  | 1922 — 30 травня 1929                                  | Непрямі вибори                                                                      | Військовик (генерал)                          |
| 41   |                                                          | Хуан Баутіста Перес                                 | 30 травня 1929 — 13 червня 1931                        | Обраний Національним конгресом                                                      | Адвокат / суддя                               |
| 42   |                                                          | Хуан Вісенте Гомес                                  | 13 червня 1931 — 17 грудня 1935                        | Обраний Національним конгресом                                                      | Військовик (генерал)                          |
| 43   |                                                          | Елеасар Лопес Контрерас                             | 18 грудня 1935 — 30 червня 1936                        | Тимчасовий президент (перший період)                                                | Військовик (генерал)                          |
| 43   | 30 червня 1936 — 5 травня 1941                           | Елеасар Лопес Контрерас                             | Непрямі вибори (другий період)                         |                                                                                     | Військовик (генерал)                          |
| 44   |                                                          | Ісайас Медіна Ангаріта                              | 5 травня 1941 — 18 жовтня 1945                         | Непрямі вибори                                                                      | Військовик (генерал)                          |
| 45   |                                                          | Ромуло Бетанкур                                     | 19 жовтня 1945— 17 лютого 1948                         | Військовий переворот                                                                | Політик                                       |
| 46   |                                                          | Ромуло Гальєгос                                     | 17 лютого 1948 — 24 листопада 1948                     | Президентські вибори 1947 року                                                      | Письменник / новеліст                         |
| 47   |                                                          | Карлос Дельгадо Чальбо                              | 24 листопада 1948 — 13 листопада 1950                  | Державний переворот 1948                                                            | Військовик                                    |
| 48   |                                                          | Ерман Суарес Фламеріх                               | 27 листопада 1950 — 2 грудня 1952                      | Призначений військовою хунтою                                                       | Адвокат                                       |
| 49   |                                                          | Маркос Перес Хіменес                                | 2 грудня 1952 — 19 квітня 1953                         | Тимчасовий президент (військовий переворот)                                         | Військовик (генерал)                          |
| 49   | 19 квітня 1953 — 23 січня 1958                           | Маркос Перес Хіменес                                | Обраний Національною конституційною асамблеєю          |                                                                                     | Військовик (генерал)                          |
| 50   |                                                          | Вольфганг Ларрасабаль Угуето                        | 23 січня 1958 — 14 листопада 1958                      | Загальне повстання 1958 року (Військово-цивільна урядова хунта)                     | Військовик (контр-адмірал)                    |
| 51   |                                                          | Едгар Санабріа                                      | 14 листопада 1958 — 13 лютого 1959                     | Тимчасовий президент                                                                | Адвокат                                       |
| 52   |                                                          | Ромуло Бетанкур                                     | 13 лютого 1959 — 13 березня 1964                       | Загальні вибори 1958 року                                                           | Політик                                       |
| 53   |                                                          | Рауль Леоні                                         | 13 березня 1964 — 11 березня 1969                      | Загальні вибори 1963 року                                                           | Адвокат                                       |
| 54   |                                                          | Рафаель Кальдера                                    | 11 березня 1969 — 12 березня 1974                      | Президентські вибори 1968 року                                                      | Адвокат                                       |
| 55   |                                                          | Карлос Андрес Перес                                 | 12 березня 1974 — 12 березня 1979                      | Президентські вибори 1973 року                                                      | Політик                                       |
| 56   |                                                          | Луїс Еррера Кампінс                                 | 12 березня 1979 — 2 лютого 1984                        | Президентські вибори 1978                                                           | Адвокат                                       |
| 57   |                                                          | Хайме Лусінхі                                       | 2 лютого 1984 — 2 лютого 1989                          | Президентські вибори 1983 року                                                      | Медик                                         |
| 58   |                                                          | Карлос Андрес Перес                                 | 2 лютого 1989 — 21 травня 1993                         | Президентські вибори 1988 року                                                      | Політик                                       |
| в.о. |                                                          | Октавіо Лепаже                                      | 21 травня 1993 — 5 червня 1993                         | Тимчасовий президент                                                                | Адвокат / політик                             |
| 59   |                                                          | Рамон Хосе Веласкес                                 | 5 червня 1993 — 2 лютого 1994                          | Обраний Національним конгресом                                                      | Письменник                                    |
| 60   |                                                          | Рафаель Кальдера                                    | 2 лютого 1994 — 2 лютого 1999                          | Президентські вибори 1993 року                                                      | Адвокат                                       |
| 61   |                                                          | Уго Чавес                                           | 2 лютого 1999 — 10 січня 2001                          | Президентські вибори 1998                                                           | Військовик (підполковник)                     |
| 61   | 10 січня 2001 — 10 січня 2007                            | Уго Чавес                                           | Президентські вибори 2000                              |                                                                                     | Військовик (підполковник)                     |
| 61   | 10 січня 2007 — 10 січня 2013                            | Уго Чавес                                           | Президентські вибори 2006                              |                                                                                     | Військовик (підполковник)                     |
| 61   | 10 січня 2013 — 6 березня 2013                           | Уго Чавес                                           | Президентські вибори 2012                              |                                                                                     | Військовик (підполковник)                     |
| 62   |                                                          | Ніколас Мадуро Морос                                | 14 квітня 2013 — 10 січня 2019                         | Президентські вибори 2013                                                           | Політик                                       |
| 62   | 10 січня 2019 — 11 січня 2019                            | Ніколас Мадуро Морос                                | Президентські вибори 2018                              |                                                                                     | Політик                                       |
| 62   | 11 січня 2019 — 10 січня 2025 (легітимність оспорюється) | Ніколас Мадуро Морос                                | Президентська криза у Венесуелі                        |                                                                                     | Політик                                       |
| -    |                                                          | Хуан Гуайдо                                         | 11 січня 2019 — 5 січня 2023 (тимчасовий)              | Визнаний Національною асамблеєєю                                                    | Політик                                       |